# Mitsubishi i
Mitsubishi i (яп. | 三菱・i) — задньопривідний автомобіль особливо малого класу компанії Mitsubishi Motors.

## Опис

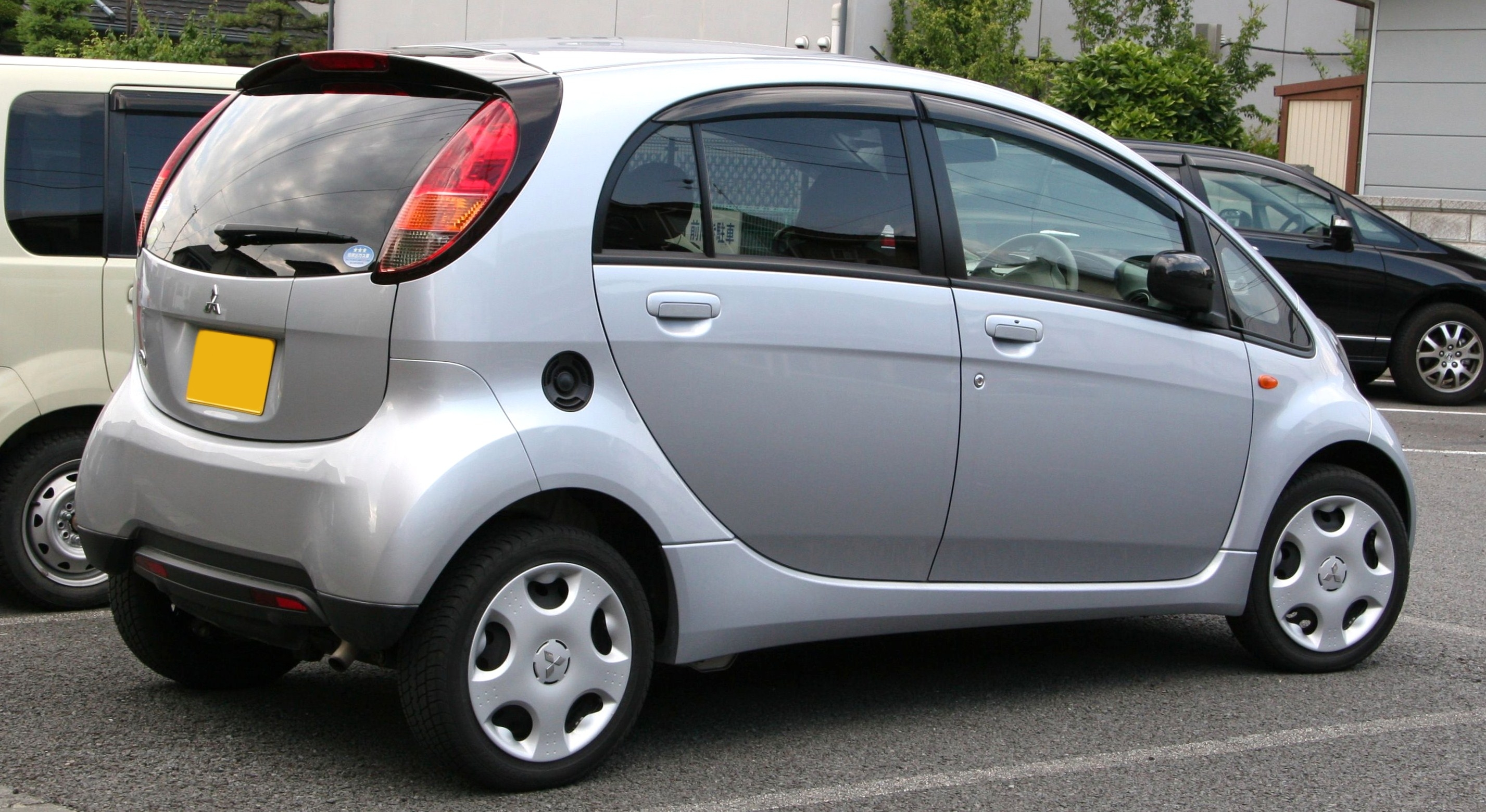

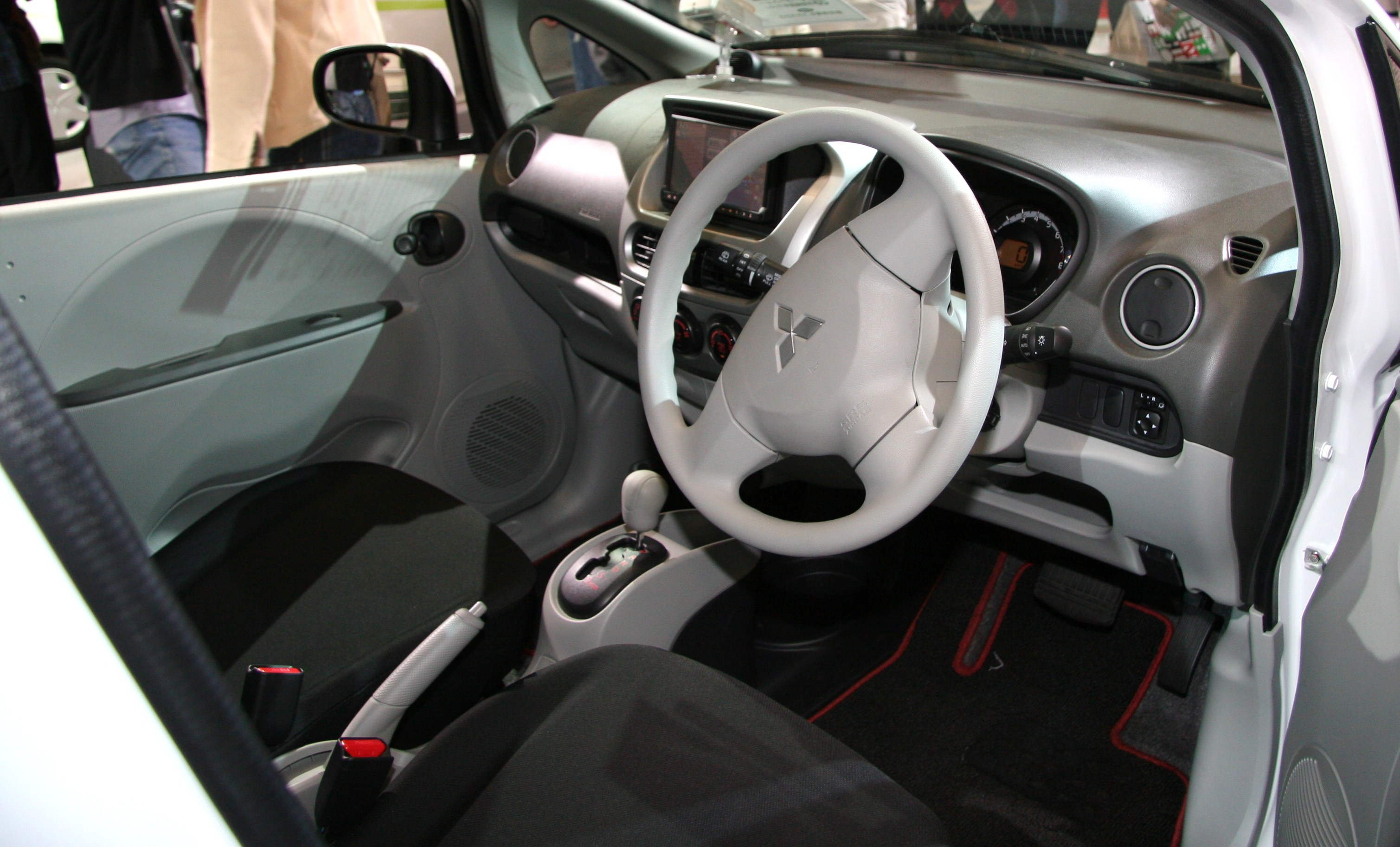

Платформа з центральним розташуванням силового агрегату (двигун встановлений поперечно перед задньою віссю) дозволила максимально рознести колеса по кутах кузова. Це забезпечило значний розмір колісної бази і, отже, простір для пасажирів. Двигун 3-циліндровий 660-кубовий, оснащений турбонаддувом c інтеркулером і змінними фазами газорозподілу, розташовується ззаду.

## Двигуни
- 659 см3 3B20 DOHC MIVEC 12v turbo I3 57–65 к.с. при 6000 об/хв 85–95 Нм при 3000 об/хв
- 659 см3 3B20 DOHC MIVEC 12v I3 52 к.с. при 7000 об/хв 57 Нм при 4000 об/хв

## Виробництво та реалізація
| рік  | виробництво | продаж | продаж      | продаж |
| рік  | виробництво | Японія | За кордоном | Всього |
| ---- | ----------- | ------ | ----------- | ------ |
| 2005 | 19,705      | 16,105 | 3           | 16,108 |
| 2006 | 31,725      | 29,498 | 454         | 29,952 |
| 2007 | 12,163      | 15,540 | 892         | 16,432 |
| 2008 | 8,501       | 8,793  | 267         | 9,060  |
| 2009 | 6,344       | 6,439  | 36          | 6,475  |
| 2010 | 4,655       | 4,685  | –           | 4,685  |
| 2011 | 3,651       | 3,828  | –           | 3,828  |
| 2012 | 2,340       | 2,328  | –           | 2,328  |

(Джерело: Facts & Figures 2012 , Mitsubishi Motors website)